# Летсіє II Леротолі
Летсіє II Леротолі (1869–1913) — четвертий верховний вождь Басутоленду (сучасне Лесото).
Успадкував престол від свого батька Леротолі. Вів розгульне життя та зловживав алкоголем, через що й помер 1913 року. Дуже скоро помер і його син Тау, тому новим верховним вождем став молодший брат Летсіє Натаніель Гріффіт.